# Пушкарёва, Наталья Львовна
Ната́лья Льво́вна Пушкарёва (род. 23 сентября 1959, Москва) — российский историк, культур-антрополог, основоположница исторической феминологии и гендерной истории в советской и российской науке. Доктор исторических наук (1997), профессор, руководитель Центра гендерных исследований Института этнологии и антропологии РАН, заслуженный деятель науки Российской Федерации, президент Российской ассоциации исследователей женской истории (РАИЖИ).
Активная деятельница современного женского движения в России. Самый цитируемый российский исследователь по тематике «гендерные исследования».

## Биография
Родилась в семье известных историков, докторов исторических наук Льва Никитовича и Ирины Михайловны Пушкарёвых. Окончила исторический факультет МГУ, аспирантуру и докторантуру Института этнографии (ныне Институт этнологии и антропологии имени Н. Н. Миклухо-Маклая РАН). С 1987 года работает в этом институте, с 2008 года Руководитель вначале Сектора, затем Центра гендерных исследований ИЭА РАН. Закончила военную кафедру, старший лейтенант, военный переводчик.
Своими главными учителями в науке называет Ю. Л. Бессмертного, И. С. Кона, В. Т. Пашуто и В. Л. Янина.
Сын — кандидат исторических наук Артемий Михайлович Пушкарёв (род. 1983).

## Научная и преподавательская деятельность
Создала российскую школу исторической феминологии и гендерной истории. Её кандидатская диссертация положила начало женской истории и гендерным исследованиям в советской исторической науке, став первым шагом к формированию научного направления, создала методологическую и организационную базу для развития женских и гендерных исследований в СССР и России.
Автор более 600 научных и свыше 200 научно-популярных публикаций, в том числе 10 индивидуальных и 5 коллективных монографий, трёх десятков сборников научных статей, в которых она выступила как составитель, ответственный редактор, автор предисловий. Входит в двадцатку самых цитируемых историков России (согласно данным Российского индекса научного цитирования).
В 1989—2005 годах неоднократно читала лекции по истории русских женщин, женским и гендерным исследованиям в университетах России (в Тамбове, Иваново, Томске, Костроме и др.), стран СНГ (в Харькове, Минске), зарубежных университетах (в Германии, Франции, США, Швейцарии, Австрии, Нидерландах, Болгарии, Венгрии).
Под руководством профессора Н. Л. Пушкарёвой написано и защищено 15 кандидатских и докторских диссертаций.

## Редакторская и экспертная деятельность
В 1994—1997 годы вела рубрику «История частной жизни» в историческом журнале «Родина». В 1996—1999 годах была редактором рубрики «Культ предков» в журнале «Материнство». В 2007—2014 годах — главный редактор ежегодника «Социальная история»
С 1997 года — заместитель главного редактора журнала «Женщина в российском обществе», индексированного в Scopus и вынесенного ВАК РФ в категорию К-1. С 1990-х годов входит в состав редакционных коллегий и советов высокорейтинговых изданий («Гендерные исследования», «Българска етнология» (София), журналов «Белые пятна российской и мировой истории», «Современная наука: Актуальные проблемы теории и практики» (серия «Гуманитарные науки»), «Гласник САНУ» (Белград), «Вестник Тверского государственного университета» (с 2010), «Вестник Пермского университета», «Историческая психология и социальная история» (Москва, с 2012), «История повседневности» (с 2016).
В 1996—1999 годах — член научного совета Московского центра гендерных исследований, в 1997—2006 годах — директор учебных и научных программ, соорганизатор Российских летних школ по женским и гендерным исследованиям. Член экспертных советов РГНФ, РНФ, фонда Макартуров, фонда «Открытое общество», Канадского фонда гендерного равенства, эксперт-эвалюатор VI программы Евросоюза (2002—2006), глава экспертной группы «Совета по консолидации женского движения в России». Член Межвузовского научного совета «Феминология и гендерные исследования».

## Общественная деятельность
Одна из лидеров женского движения в современной России и странах СНГ, выдающийся организатор.
В 2002 г. инициировала создание экспертного сообщества ученых и преподавателей Российской ассоциации исследователей женской истории, президент этого Межрегионального общественного объединения.
С 2010 года — член исполнительного комитета «Международной федерации исследователей женской истории» (МФИЖИ) и глава российского национального комитета МФИЖИ.

## Награды
- Грамота ФАНО (Федерального Агентства научных организаций) РФ «За безупречный труд и высокие профессиональные достижения» — 2018 г.,
- Почетное званием «Основатель научной школы» и Орденом Екатерины Великой «За служение науке и просвещению» — 2019 г. — Российской Академии естественных наук
- Заслуженный деятель науки Российской Федерации (26 августа 2020) — за большой вклад в развитие науки и многолетнюю добросовестную работу[5].
- Почетный профессор Тверского государственного университета (6 августа 2020)
- Почётная грамота Российской академии наук (27 апреля 2023) — за плодотворный труд на благо российской науки, значительный вклад в исследование этнической и социальной истории, культуры народов мира и ранних этапов происхождения человечества, за выдающийся вклад в развитие мировой этнологии и антропологии и в связи с 90-летием основания федерального государственного бюджетного учреждения науки Ордена Дружбы народов Института этнологии и антропологии им. Н. Н. Миклухо-Маклая Российской академии наук

## Основные работы

### Диссертации
- Кандидатская диссертация: «Положение женщины в семье и обществе Древней Руси X—XIII вв.»; защищена в 1985 г. на историческом факультете МГУ;
- Докторская диссертация: «Женщина в русской семье X — начала XIX в. Динамика социо-культурных изменений»; защищена в 1997 г. в ученом совете Института этнологии и антропологии РАН.

### Монографии
- Пушкарёва Н. Л. Женщины Древней Руси. — М.: Мысль, 1989.
- Пушкарёва Н. Л., Александров В. А., Власова И. В. Русские: этнотерритория, расселение, численность, исторические судьбы (XII—XX вв.). — М.: ИЭА РАН, 1995; 2-е изд. — М.: ИЭА РАН, 1998.
- Пушкарёва Н. Л. Женщины России и Европы на пороге Нового времени. — М.: ИЭА РАН, 1996.
- Pushkareva, Natalia. Women in Russian History from the Tenth to the Twentieth Century. New York: M.E. Sharp, 1997 (Heldt-Prise, «Book of the Year — 1997»).
- Пушкарёва Н. Л. Этнография восточных славян в зарубежных исследованиях (1945—1990). — СПб.: БЛИЦ, 1997.
- Пушкарёва Н. Л. Частная жизнь женщины в доиндустриальной России. X — начало XIX в. Невеста, жена, любовница. — М.: Ладомир, 1997.
- Пушкарёва Н. Л. «А се грехи злые, смертные…» Вып. 1. Сексуальная культура в допетровской России. — М.: Ладомир, 1999; вып. 2. (в 3 томах) Русская сексуальная и эротическая культура в исследованиях XIX—XX вв. М.: Ладомир, 2004.
- Пушкарёва Н. Л. Русская женщина: история и современность. — М.: Ладомир, 2002.
- Пушкарёва Н. Л. Гендерная теория и историческое знание. — СПб.: Алетейя, 2007.
- Пушкарёва Н. Л. Частная жизнь женщины в Древней Руси и Московии. — М.: Ломоносовъ, 2012. — ISBN 978-5-91678-159-5
- Пушкарёва Н. Л. Частная жизнь русской женщины в XVIII веке. — М.: Ломоносовъ, 2012. — ISBN 978-5-91678-137-3
- Пушкарёва Н. Л. Женщины Древней Руси и Московского царства X—XVII вв. — СПб.: Издательство Олега Абышко, 2017. — ISBN 978-5-903525-98-0
- Пушкарёва Н. Л., Белова А. В., Мицюк Н. А. Сметая запреты: очерки русской сексуальной культуры XI—XX веков. — М.: Новое литературное обозрение, 2021. — 504 с. — ISBN 978-5-4448-1288-4

### Статьи
- Казьмина О. Е., Пушкарёва Н. Л. Брак в России XX века: традиционные установки и инновационные эксперименты // Семейные узы. Модели для сборки: сборник статей. Кн. 1/ Сост. и редактор С. Ушакин. — М.: Новое литературное обозрение, 2004. — С. 185—219. — ISBN 5-86793-281-8